# Усадьба Маслова (Алексин)
Уса́дьба Ма́слова (Уса́дьба купцо́в Ма́словых, Але́ксинский худо́жественно-краеве́дческий музе́й) — усадебный ансамбль, состоящий из главного дома и двух флигелей, — ценный памятник гражданской архитектуры конца XVIII века в исторической части города Алексина Тульской области.
Указом Президента Российской Федерации от 20 февраля 1995 г. № 176 усадьба включена в «Перечень объектов исторического и культурного наследия федерального (общероссийского) значения».

## История

### Алексинские купцы
Масловы — богатейшая из алексинских купеческих династий, единственная вошедшая в первую гильдию и достигшая сословия почётных граждан. Об их предках — пушкарях рассказывали Писцовые книги.
Основателем династии является Афанасий Миронович Маслов, получивший винный откуп и построивший в 1774 году в Алексине трактир и погреб. Андрей Тимофеевич Болотов, находясь зимой 1792 года по делам в Алексине, побывал в гостях у А. М. Маслова и дал следующую характеристику хозяину и его супруге: «... Мужик умный, любопытный и сведущий!... хозяйка, баба изрядная и неглупая. Обед купеческий, но сытный и хороший».
В 1795 году сыновья Афанасия Мироновича — Иван и Фёдор на скопленные от винно-водочной торговли средства построили под Алексином на речке Свинке на собственном земельном участке текстильную мануфактуру.
Самым успешным из Масловых стал сын Фёдора Афанасьевича — Иван Фёдорович Маслов (конец XVIII – 1-я половина XIX в.), добившийся получения наивысшего дохода от принадлежавшей ему полотняно-парусной фабрики и успешно торговавший пиломатериалами из собственного красного (соснового и елового) леса.
Последним представителем алексинской династии Масловых была единственная дочь Ивана Фёдоровича — Елизавета Ивановна, вышедшая позднее замуж за отставного поручика Константина Егоровича (Георгиевича) Бенардаки, младшего брата известного российского промышленника Д. Е. Бенардаки. 

### Время постройки и характерные особенности дома
Материалы, которыми располагают исследователи истории особняка купцов Масловых, не позволяют установить достоверно дату постройки его главного дома и флигелей, а также проследить и проанализировать эволюцию усадебного комплекса.
Очевидно, что ранее 1770 года усадьба появиться не могла. 13 июля 1768 года в городе, где все постройки, за исключением соборной церкви в остроге, были деревянными, случился страшный пожар, уничтоживший город практически полностью. Город отстраивался заново по одному из первых «регулярных» планов для города уездного масштаба, разработанному комиссией строения городов С.-Петербурга и Москвы при участии выдающегося архитектора XVIII века А. Квасова и утвержденному 4 апреля 1769 года Екатериной Второй. Благоустройству главной магистрали города — Первой перспективной улицы (нынешней Советской), называвшейся тогда Предтеченской, где поселялись более состоятельные купцы, уделялось наибольшее внимание. До глубокой осени 1770 года продолжались работы по засыпке ям, старых погребов, водомоин. Вероятно, строительство дома купца 1-й гильдии Маслова, своим главным фасадом поставленного на красную линию Первой перспективной улицы, было завершено в конце 80-х годов, и к разработке проекта и строительству, возможно, привлекался крупный зодчий XVIII века.
Традиционно в документах государственных органов по охране памятников усадьба датируется в рамках XVIII столетия в различных вариантах: «кон. XVIII в.», «XVIII в.», «посл. четв. XVIII в.». В основе такой датировки усадьбы и, прежде всего, главного дома, вероятно, лежат сведения из мемуаров известного учёного А. Т. Болотова «Жизнь и приключения Андрея Болотова, описанные им самим для своих потомков (1738–1795)», на которые и опираются все известные исследователи в вопросе определения даты возникновения усадьбы. В этих воспоминаниях учёного, гостившего зимой 1792 года в семье «Алексинского первого купца и головы Маслова», содержится первое в литературе упоминание о доме купцов Масловых: «...Поехал...к Маслову по данному обещанию. ...Дом превеликий, прекрасный и наилучший во всем Алексине». Следовательно, к этому времени дом был уже выстроен, отделан и заселён. Но Болотов не упоминает ни этажности дома, ни улицы его нахождения, ни какой-нибудь другой его особенности, которая позволила бы безошибочно отождествить его с дошедшим до нас особняком.
Известна и другая дата в истории главного дома усадьбы, которую в «Памятной книжке г. Алексина и Алексинского уезда» (1915) приводит протоиерей Успенской Соборной церкви Г. И. Алферьев, хорошо знакомый с семьёй храмостроителей Масловых: «Красивых больших зданий в городе нет за исключением только земского дома, находящегося в конце 1-й Перспективной улицы. Это обширный трехэтажный дом с колоннами красивой архитектуры. Дом этот построен  в 1814 году богатым купцом Масловым и затем принадлежал его дочери г-же Бенардаки...». Однако, и эта датировка не имеет документального подтверждения.
В интерьерах усадебного дома прослеживаются особенности трёх этапов классицизма (раннего, зрелого и позднего), что указывает на возможные варианты в истории строительства дома: либо в 1814 году был построен новый дом на основании сломанного здания 1780 года постройки, либо старый особняк был реконструирован, получив новые интерьеры, либо дом 1814 года в 1840-1860 гг. перестраивался и декорировался. Даты постройки флигелей усадьбы, не имеющих большой архитектурной ценности и являющихся малоисследованными, неизвестны. Таким образом, здания усадьбы Масловых принято считать разновременными и датировать посл. четвертью XVIII — XIX вв.

## Алексинский художественно-краеведческий музей
Алексинский художественно-краеведческий музей, располагающийся в трёхэтажном особняке бывшей городской усадьбы купцов 1-й гильдии Масловых, основан в 1974 году, а первых посетителей музей принял в декабре 1980 года.
Экспозиция музея состоит из 13 стационарных залов и 5 залов сменных выставок, где посетители могут ознакомиться с археологической, геологической, нумизматической, палеонтологической коллекциями; коллекцией живописи, графики, скульптуры, изделий декоративно-прикладного искусства, предметов этнографии, быта; мемориальными коллекциями, посвященными выдающимся землякам.
C 2007 года в Алексинском музее существует единственный в Тульской области «Музей истории почты». Его экспозиции рассказывают об эволюции почтовой связи от средневековых гонцов до современных средств связи, об истории письма, марки, почтового ящика и штемпеля.
Помимо активной экспозиционно-выставочной деятельности музей проводит большую культурно-просветительскую работу, организуя в стенах своего учреждения различные мероприятия: творческие встречи, презентации выставок, музыкальные вечера, театрализованные представления и др.

## Алексинский районный дом культуры
Алексинский районный дом культуры располагается в правом флигеле усадьбы Масловых и имеет в своём составе 12 филиалов, находящихся в сельской местности.